# Iris setosa
Iris setosa là một loài thực vật có hoa trong họ Diên vĩ. Loài này được Pall. ex Link miêu tả khoa học đầu tiên năm 1820.